# István Kovács

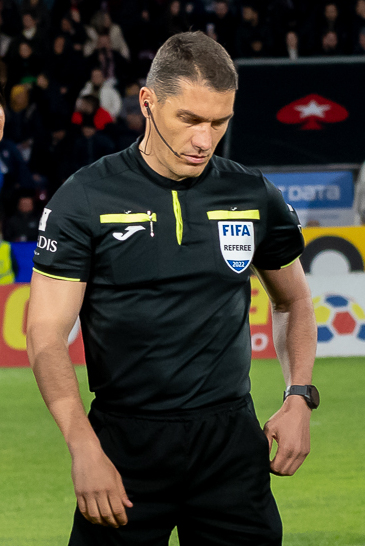
Kovács în 2022

István Kovács (pronunție în maghiară [ˈiʃtvaːn ˈkovaːt͡ʃ]; n. 16 septembrie 1984, Carei, Satu Mare, România) este un arbitru de fotbal român de etnie maghiară. El este internațional cu drepturi depline pentru FIFA din 2018 și arbitru de elită UEFA din 2019. Kovács este primul arbitru care a condus toate cele trei finale ale competițiilor europene intercluburi, finala UEFA Europa Conference League (2022), finala UEFA Europa League (2024) și finala Ligii Campionilor (2025).

## Carieră
În 2007, la vârsta de 22 de ani, a condus Supercupa României. În 2010 era cel mai tânăr arbitru FIFA din Europa. În data de 16 octombrie 2012 a arbitrat la Riga meciul de calificare Letonia-Liechtenstein (2-0), devenind cel mai tânăr arbitru român ce a arbitrat un meci internațional.
Kovács a fost selecționat pentru Campionatul European de Fotbal 2020 alături de Ovidiu Hațegan. El a condus un meci din faza grupelor, cel dintre Țările de Jos și Macedonia de Nord.
Pe 26 aprilie 2022, Kovács a oficiat prima manșă a semifinalei Ligii Campionilor UEFA dintre Manchester City și Real Madrid, pe care englezii au câștigat-o cu 4-3. După o prestație bună, Kovács a fost lăudat de mass-media, în special pentru avantajul lăsat înainte de golul lui Bernardo Silva. Drept urmare, Comitetul Arbitrilor UEFA l-a ales să oficieze finala UEFA Europa Conference League 2022.
Pe 25 mai 2022, Kovács a arbitrat finala UEFA Europa Conference League 2022 dintre AS Roma și Feyenoord, prima finală a acestei competiții.
István Kovács a fost desemnat pentru Campionatul Mondial de Fotbal 2022 împreună cu arbitrii asistenți ai săi, Vasile Marinescu și Mihai Artene. A fost al patrulea oficial în opt meciuri, dar nu a arbitrat niciun meci la turneu.
Pe 19 ianuarie 2023, Kovács a arbitrat finala celei de-a 25-a ediții a Cupei Golfului Arabiei, între Irak și Oman.
În ianuarie 2023, el a fost unul dintre cei șase oficiali de meci desemnați pentru Campionatul Mondial al Cluburilor FIFA 2022 din Maroc. Pe 7 februarie, el a arbitrat semifinala dintre Flamengo și Al Hilal.
În iunie 2023, Kovács a fost numit al patrulea oficial pentru finala Ligii Campionilor 2023 dintre Manchester City și Inter Milano.
În mai 2024, a fost selectat de UEFA pentru a arbitra finala UEFA Europa League dintre Atalanta și Bayer Leverkusen.
Pe 26 iunie 2024, Kovács a arbitrat meciul din faza grupelor Campionatului European de Fotbal 2024 dintre Cehia și Turcia, în care a acordat 16 cartonașe galbene, ceea ce a doborât recordul Campionatului European pentru cele mai multe avertismente primite de ambele echipe într-un singur meci. L-a eliminat pe jucătorul ceh Antonín Barák după 20 de minute, acesta fiind cel mai rapid cartonaș roșu din istoria Euro, și pe un alt jucător ceh, Tomáš Chorý, după finalul meciului, unde a izbucnit o încăierare uriașă între jucători.
În 2025 István Kovács a fost selectat pentru finala Ligii Campionilor 2024-2025. Pe 31 mai 2025 a arbitrat finala dintre Paris Saint-Germain FC și FC Internazionale Milano, devenind primul arbitru care a condus toate cele trei finale ale competițiilor europene intercluburi organizate de UEFA.

## Viața personală
Tatăl său este de origine maghiară, iar mama sa este de origine germană. Deține pașaport românesc și pașaport maghiar în același timp. Fratele său mai mic, Szabolcs, este de asemenea arbitru în SuperLiga României.
Născut în Carei, locuiește în Cluj-Napoca.

## Legături externe
- István Kovács pe Soccerbase
- István Kovács pe Soccerway
- István Kovács pe frf-cca.ro